# Porta dels Lleons
La Porta dels Lleons va ser, en l'Edat de Bronze, l'entrada principal a la ciutadella de Micenes en el sud de Grècia. Va ser construïda al segle xiii aC sobre el costat nord-oest de l'acròpoli i deu el seu nom a una escultura en relleu de dues lleones en una posi heràldica que es troba sobre l'entrada. La Porta dels Lleons és l'única peça d'escultura monumental que sobreviu de Micenes, com també la major escultura prehistòrica de l'Egeu.

## Història
Situada al nord-est de la plana de l'Argòlide, la ciutat de Micenes ha donat nom a la cultura del final de l'edat del bronze a Grècia. La seva primera manifestació monumental són els l'anomenats Cercle de Tombes B (cap al 1600 aC), i Cercle de Tombes A (1500 a), que eren el lloc d'inhumació dels membres de la família reial. No s'han trobat restes de palaus ni muralles corresponent a aquesta fase. Durant el segle xiii aC la ciutat s'expandeix i experimenta grans reformes. S'aixequen unes noves muralles que envolten el cercle A, abans fora de la ciutat, i que serà venerat com un espai de culte als fundadors. Es construeix un nou palau que té com a espai principal el mégaron: un àmbit rectangular precedit d'un doble pòrtic i obert a un pati. Al centre del mégaron hi havia una gran llar central circular, el fum de la qual sortia per una llanterna sostinguda per quatre columnes de tipus minoic.
La muralla va ser descrita per Pausànies, que va visitar les ruïnes el segle ii, com una obra dels Cíclops. El perímetre fa 900 m de longitud, i l'alçada original devia arribar als 10-12 m. El parament és de grans pedres poc treballades de forma pseudopoligonal, amb un pes de fins a 12 tones. L'interior de la muralla està format per un rebliment de pedres que omple l'espai entre el parament intern i l'extern. El gruix mitjà és de 5 metres.
Al nord-oest del recinte hi ha la Porta dels Lleons. La seva estructura bàsica la formen dos muntants i un dintell monolítics, aquest darrer d'unes 20 tones. Al damunt s'hi obre un triangle de descàrrega, on hi ha el cèlebre relleu que dona nom a la porta. Aquest és l'únic exemple conservat d'escultura monumental micènica. Representa dos lleons enfrontats, en una composició de tipus heràldic. Hi manquen els caps, que estaven tallats en blocs a part, i possiblement d'un material més valuós. És remarcable la cura i el realisme en el modelat de la musculatura dels lleons, aspecte que revela la influència de l'art animalístic minoic.